# Edificio Juan Bautista Justo
El Edificio Juan Bautista Justo es una vivienda colectiva construida para la cooperativa El Hogar Obrero en el barrio de Barracas, ciudad de Buenos Aires, Argentina.

## Historia
El edificio de la esquina de la Avenida Martín García y la calle Bolívar fue la primera casa colectiva financiada por la cooperativa El Hogar Obrero, fundada por los socialistas Juan Bautista Justo y Nicolás Repetto en 1905. 
Luego de haber financiado en sus primeros años diversas viviendas individuales de sus socios, y dos conjuntos de casas en localidades del conurbano bonaerense, la cooperativa hizo su primera incursión en el campo de la vivienda colectiva al comprar en remate público un terreno en la Avenida Martín García, del barrio de Barracas, en noviembre de 1910. El 21 de octubre de 1911, se analizó en una sesión de El Hogar Obrero las diversas propuestas de empresas constructoras presentadas a la licitación publicada dos meses antes, y finalmente se eligió la de la Sociedad Anónima de Artes y Oficios, una cooperativa.
Las obras avanzaron a lo largo del año siguiente, siendo brevemente suspendidas por la renuncia del arquitecto proyectista y director de obra por diferencias con Juan B. Justo. Fue reemplazado por los ingenieros Fernández Poblet y Ortúzar.
El acto de inauguración del edificio fue el 9 de julio de 1913, con un acto al cual asistieron entre otros el intendente de Buenos Aires Joaquín de Anchorena, concejales porteños y montevideanos, y senadores. Los principales oradores fueron el presidente de El Hogar Obrero, Nicolás Repetto, y Juan B. Justo, quien cerró la lista.
En junio de 1930 se remodeló y modernizó el inmueble, instalando calefones de gas y cocinas en todos los departamentos, un ascensor, un lavadero y juegos para niños.
En mayo de 1935 fue subastado el terreno adyacente, en la esquina con la calle Bolívar, codiciado hacía años por la cooperativa, que lo adquirió inmediatamente. En él se proyectó la ampliación del edificio, que fue inaugurada en un acto el 2 de julio de 1938 (Día de la Cooperación). Además, se le impuso el nombre Juan B. Justo, en honor al fallecido socialista.
El 30 de julio de 1971 se inauguró en la planta baja un supermercado administrado por El Hogar Obrero, reemplazando al almacén cooperativo que había abastecido al edificio desde sus comienzos. En la actualidad funciona allí un Café Martínez y una peluquería.

## Descripción
El proyecto del edificio inaugurado en 1913 fue encargado al arquitecto Julio Molina y Vedia, quien además fue director de obra en los primeros meses, y finalmente renunció. Este comprendía una planta baja destinada al almacén (con un sótano de almacenamiento), entrepiso y 4 pisos altos con 32 departamentos que El Hogar Obrero alquilaba a sus socios.
Con la ampliación del año 1938 se sumaron 15 departamentos más y 2 casas individuales. En total sumaron 49 unidades. También se aprovechó la construcción del anexo para unificar ambos edificios con una fachada común, de estilo racionalista.